# Reidar
Reidar är ett gammalt nordiskt mansnamn och med denna stavning närmast av norskt ursprung. Den fornisländska formen var Hreiðarr som är bildat av hreið - "rede", möjligtvis i betydelsen "hem" eller "hus", och en slutdel -arr av oklar betydelse. Äldre svenska former av namnet var Redhar, Rear och  Reor. Dagens form förekom dock även i äldre tider i Västsverige.
Namnet var relativt ovanligt före 1900-talet men hade en popularitetsperiod på 1930- och 1940-talet.
Det fanns 31 december 2005 totalt 1 609 personer i Sverige med förnamnet Reidar, varav 567 hade det som tilltalsnamn. År 2003 fick 4 pojkar namnet, men ingen fick det som tilltalsnamn.
Namnsdag: 9 maj  (Sedan 2001. 1986-92 fanns namnet på 28 juli och 1993-2000 på 30 mars) I Norge har Reidar namnsdag 28 juli.

## Personer med namnet Reidar
- Reidar Johan Berle - norsk illustratör
- Reidar Carlsson - svensk journalist, chefredaktör
- Reidar Ekner - svensk författare och litteraturvetare
- Reidar "Horgh" Horghagen - svensk basist, medlem i death metal-bandet Hypocrisy
- Reidar Jönsson - svensk författare
- Reidar Lund - norsk regissör
- Reidar Palmgren - finländsk författare
- Reidar Thommesen - norsk kompositör
- Reidar Wasenius - finländsk röst och journalist

## Fiktiv person med namnet Reidar
- Reidar Dahlén - VD för rederiet Dahléns i TV-serien Rederiet